# Вага (річка)

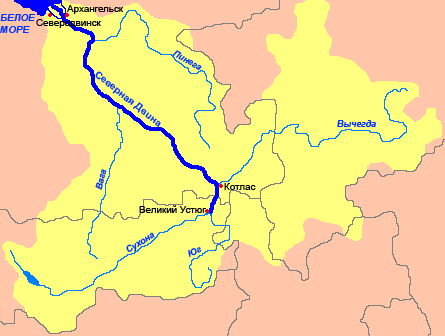
Басейн річки Північна Двіна

Вага (рос. Вага) — річка на півночі Європейської частини Росії, найбільша ліва притока Північної Двіни. 

## Географія
Довжина річки 575 км, площа басейну 44 800 км².
Витоки Ваги знаходяться серед боліт у північній частині Вологодської області на вододілі Ваги і Сухони. Тече серед хвойних лісів. Долина річки у верхів'ях виражена слабо, але нижче гирла Режі річка утворює глибоку долину, прорізаючи пермські породи. Висота схилів досягає 50 метрів. Дно річки в цих місцях кам'янисте, галькове. Після впадання річки Терменьга Вага тече в давній западині. Ширина долини досягає 4 км, висота схилів зменшується до 15-20 м. Дно стає піщаним, іноді піщано-гальковим. Після впадання Уст'ї русло розширюється до 300 метрів, середня глибина збільшується до 1,5-2,5 метрів, на плесах — до 6 метрів, але в межень глибина на перекатах тільки 0,2-0,4 метра.
Майже на всьому протязі (крім перших 30 км) по лівобережжю річки проходить автомагістраль М8.

## Населені пункти
Найбільші населені пункти: міста Вельськ і Шенкурськ, а також село Верховаж'є — районний центр Верховажського району Вологодської області.

## Притоки
Найбільші притоки — Кулой, Уст'я, Терменьга, Шереньга (праві); Вель, Пуя, Ледь, Сюма, Неленга, Паденьга, Велика Чурга, Пежма (ліві).

## Гідрографія
Річка замерзає в середині листопада, скресає в кінці квітня. Весняна повінь триває 1,5-2 місяці, за цей час річка проносить 2/3 річного стоку. Середньорічна витрата води біля села Шелота (за 480 км від гирла) — 11,83 м³/с, біля села Філяєвська (за 349 км від гирла) — 111,82 м³/с, біля Шенкурську (за 158 км від гирла) — 236,49 м³/с, біля села Усть-Сюма (за 57 км від гирла) — 384,28 м³/с.